# Euroschinus verrucosus
Euroschinus verrucosus är en sumakväxtart som beskrevs av Adolf Engler. Euroschinus verrucosus ingår i släktet Euroschinus och familjen sumakväxter. Inga underarter finns listade i Catalogue of Life.